# Artabotrys nicobarianus
Artabotrys nicobarianus är en kirimojaväxtart som beskrevs av Debika Das. Artabotrys nicobarianus ingår i släktet Artabotrys och familjen kirimojaväxter. Inga underarter finns listade i Catalogue of Life.